# Liste des archevêques d'Esztergom

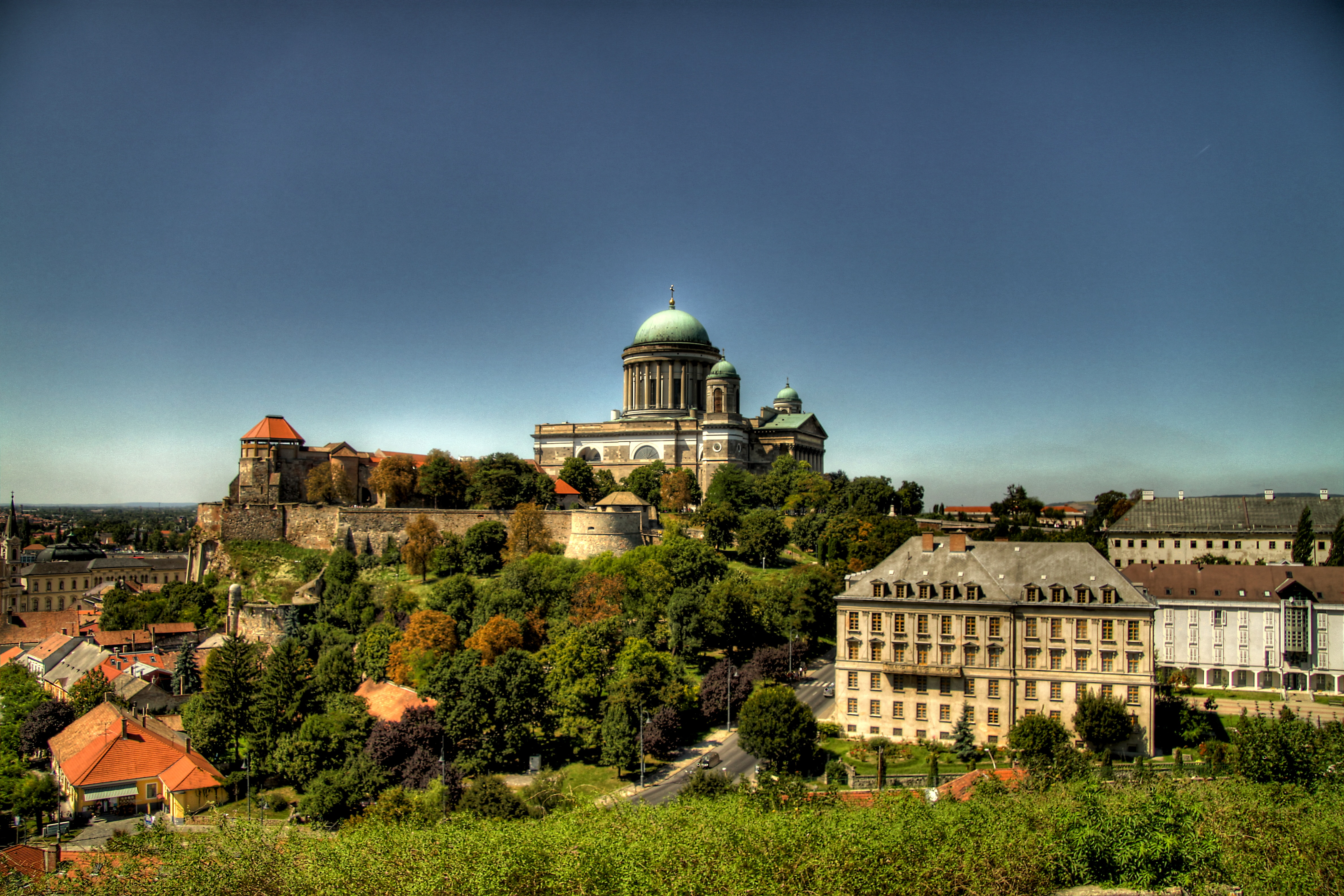
La cathédrale Saint-Adalbert d'Esztergom.

L'archidiocèse d'Esztergom puis archidiocèse d'Esztergom-Budapest (en hongrois : Esztergom-Budapesti főegyházmegye), fondé sous le règne d'Étienne Ier en hiver 1000, est un archevêché de l'Église catholique en Hongrie. Les personnes qui suivent ont été archevêque d'Esztergom et primat de Hongrie. Comme les archevêques de Gniezno, de Salzbourg, de Cologne et de Prague, ils portent le titre honorifique de légat-né (legatus natus) du Saint-Siège.

## Liste chronologique

### Moyen Âge central
- Astricus (Anastasus, Astrik) (ca. 1000–ca. 1012)
- Dominicus (ca. 1002)
- Sebastien
- Benoît (ca. 1046)
- Dersfi Dezső (ca. 1067)
- Nehemias (ca. 1075)
- Acha (ca. 1094)
- Seraphin (ca. 1095–1104)
- Hartwick (ca. 1116)
- Marcel (ca. 1119)
- Félix (ca. 1127)
- Makár (ca. 1142)
- Kökényes (ca. 1146)
- Martyrius (ca. 1156)
- Lucas (ca. 1160)
- Miklós (ca. 1181), après avoir été évêque d'Oradea Mare entre 1163 et 1181 et évêque d'Eger de 1167 à 1181.
- Ijob (ca. 1202)
- Johann Merániai (ca. 1215)
- Salánky
- Gergely (1223–1241)
- Mátyás Rátót (à partir de 1241)
- István Báncsa (à partir de 1243)
- Benoît (à partir de 1254)
- Fölöp Szentgróti (à partir de 1262)
- Lodomerius (Ladomér) (1279–1298) (à partir de 1268 évêque de Várad)
- Gergely (à partir de 1298)

### Moyen Âge tardif
- Mihály Bői (à partir de 1303)
- Tamás (à partir de 1306)
- Boleslas de Toszek (1321–1328)
- Telegdi (à partir de 1330)
- Miklós Vásári (à partir de 1350)
- Miklós Keszei (à partir de 1358)
- Thomas Telegdi (à partir de 1367)
- Johann de Surdis (à partir de 1376)
- Demeter (à partir de 1378)
- János Kanizsai (1387–ca. 1396)
  - Georg von Hohenlohe (1418–1423) (administrateur apostolique)
- Johann Borsnitz (à partir de 1420)
- György Pálóczi (1423–1438)
- Dénes Szécsi (Desiderius Széchy, Dionysius) (1440–1465) (aussi évêque de Neutra (1438–1439) et évêque de Erlau)
- Jean Vitéz (János Vitéz) (1465–1472) (aussi évêque de Nagyvárad)
- Johann Beckenschlager (1473–1487) (aussi archevêque de Salzbourg et Eger)
- Johann Aragoniai
- Hippolyt Este (1487–1497)
- Tamás Bakócz (1498–1521) (aussi évêque de Győr (1486–1491))
- Georg Szakmary (György Szatmári) (1521–1524) (aussi évêque de Veszprém (1499–1501), Wardein (1501–1505) et Pécs)
- László Szalkai (1524–1526) (aussi évêque de Vác (1513–1522) et Erlau)

### Période moderne
1543–1683 la résidence est transférée à Trnava
- Pál Várdai (1526–12 octobre 1549)
- György Martinuzzi (à partir de 1551)
- Nicolaus Olaho (1553–1568) (aussi archevêque de Eger et évêque de Zagreb)
- Antun Vrančić (17 octobre 1569–15 juin 1573)
- Miklós Telegdy (1580 à 22 avril 1586)
- Márton Pethe (1598–1605)
- Ferenc Forgách (1607–1616)
- Péter Pázmány, S.J. (28 octobre 1616-19 mars 1637)
- Imre Lósy (1637–1645)
- György Lippay (1645–1667)
- György Szelepcsényi (1667–1686)
- György Széchényi (1686–1695)
- Leopold Karl von Kollonitsch (1695–1707)
- Christian de Saxe-Zeitz (1707–1725) (aussi évêque de Győr)
- Imre Esterházy (1725–1751)
- Miklós Csáky (de) (1751–1761)
- Ferenc Barkóczy (1761–1765)

siège vacant (1765–1776)
- József Batthyány (20 mai 1776- 23 octobre 1799)

siège vacant (1799–1808)
- Charles Ambroise d'Autriche-Este (1808–1809)

### Époque contemporaine
siège vacant (1809–1819)
- Sándor Rudnay Divékújfalusi (17 décembre 1819–13 septembre 1831)

siège vacant (1831–1838)
- József Kopácsy (1838–1849)
- János Krstitel Scitovszky (28 septembre 1849–19 octobre 1866)
- János Simor (22 février 1867–23 janvier 1891)
- Kolos Ferenc Vaszary, O. S. B. (13 décembre 1891–1er janvier 1913)
- János Czernoch (13 décembre 1912–25 juillet 1927)
- Jusztinián György Serédi, O. S. B. (30 novembre 1927–29 mars 1945)
- József Mindszenty (2 octobre 1945–18 décembre 1973)
- László Lékai (12 février 1976–30 juin 1986)
- László Paskai, O. F. M. (3 mars 1987–7 décembre 2002)
- Péter Erdő (7 décembre 2002-)